# Exhibit
Exhibit est un framework de publication de données qui permet d'ajouter aux pages Web les fonctionnalités de tri, filtrage, visualisations riches. Il permet notamment la navigation à facettes dans les données. Cette technologie fonctionne en utilisant du code HTML, du CSS et du JavaScript. Le visiteur n'a aucun téléchargement à effectuer lorsqu'il visite une page utilisant Exhibit et son créateur profite gratuitement de cet outil, car cette technologie est Open source. Exhibit est développé par SIMILE Project, initiative provenant du Massachusetts Institute of Technology libraries et du Massachusetts Institute of Technology Computer Science and Artificial Intelligence Laboratory (CSAIL).

## Développement
C’est plus précisément le Haystack group et David F. Huynh qui ont donné l’initiative à Exhibit. Cette technologie paraît pour la première fois en septembre 2006 et en août 2007, la version 2.0 d’Exhibit paraît. Au départ, David F. Huynh, David R. Karger et Robert C. Miller du CSAIL, ont déploré l’avantage des grandes corporations sur les individus qui produisent des sites web. Selon eux, cette problématique n'existait pas au début d'internet, mais les grandes firmes ont su profiter du web au désavantage des individus. Exhibit répond donc à cet obstacle, en donnant à tous une manière facile de créer des pages web dynamiques et esthétiques, sans l’utilisation de bases de données ou d'applications "server side".

## Avantages et inconvénients
Les créateurs d’Exhibit ont à la base poussé sur quatre aspects fondamentaux soit :
- Pour le créateur et le visiteur. il n'y a pas d'installation, configuration ou de maintenance à faire
- Il est possible de copier et coller pour reprendre un site Exhibit déjà existant en changeant seulement les points voulus
- Il est possible d'ajouter des éléments plus complexes à petits pas sans aucune limitation de la création de l’auteur
- Une gestion facile des données, autant pour le visiteur que pour le créateur.

L'optique derrière ces principes est la facilité d'utilisation et l'accessibilité accrue, comme au début du web avec le HTML. Certains problèmes persistent selon les critiques, avec la non-conformité avec le Resource Description Framework dans la création de page Exhibit, mais sa relative nouveauté semble jouer en sa faveur à ce stade-ci.

## Exemples
Voici quelques exemples fournis par les créateurs d'Exhibit, sur la page officielle du projet. 
1. Les présidents américains
2. Topher’s breakfast cereal character guide
3. Les villes américaines par population